# Јутика (Мисисипи)
Јутика (енгл. Utica) град је у америчкој савезној држави Мисисипи.

## Демографија
По попису из 2010. године број становника је 820, што је 146 (-15,1%) становника мање него 2000. године.
| Група             | 2000.       | 2010.       |
| Белци             | 285 (29,5%) | 220 (26,8%) |
| Афроамериканци    | 641 (66,4%) | 526 (64,1%) |
| Азијати           | 3 (0,3%)    | 0 (0,0%)    |
| Хиспаноамериканци | 37 (3,8%)   | 71 (8,7%)   |
| Укупно            | 966         | 820         |